# Howard Stern
Howard Allan Stern (New York, 12 gennaio 1954) è un conduttore radiofonico, conduttore televisivo e scrittore statunitense noto soprattutto per l'omonimo spettacolo radiofonico, che è andato in onda in tutti gli Stati Uniti dal 1986 al 2005.
Ha raggiunto la celebrità negli anni novanta come conduttore provocatorio e sopra le righe grazie al suo stile molto esplicito e talvolta polemico. Nel 2006 ha firmato un contratto in esclusiva per la Sirius XM Radio, un'emittente satellitare per soli abbonati.

## Biografia
Stern aspirava a lavorare nel mondo della radio sin dall'età di cinque anni. Mentre frequentava l'Università di Boston ha lavorato presso l'emittente del campus, la WTBU, spostandosi poi per un breve periodo presso la WNTN di Newton, in Massachusetts. Ha sviluppato poi il proprio particolare stile di conduzione presso altre emittenti. Nel 1981 ha lavorato per la prima volta con la sua attuale co-conduttrice e addetta al notiziario Robin Quivers alla WWDC di Washington, prima di ottenere la conduzione dello spazio pomeridiano della WNBC di New York, spazio tenuto fino all'improvviso licenziamento avvenuto nel 1985.
Nello stesso anno è stato ingaggiato dalla WXRK dove poi, grazie a vent'anni di permanenza nell'etere, è diventato uno dei conduttori radiofonici più popolari del paese. Detiene anche il record di conduttore maggiormente multato dalla Federal Communications Commission (FCC) che ha inflitto a lui e all'emittente ammende per 2.5 milioni di dollari per oscenità e volgarità. Stern ha vinto per otto volte il premio della rivista Billboard come personaggio radiofonico dell'anno a livello nazionale (1994-2002) ed è diventato uno dei personaggi radiofonici più pagati dopo aver sottoscritto nel 2004 un accordo con la Sirius per 500 milioni di dollari.
Si definisce il Re di tutti i media per i suoi successi anche al di fuori del panorama radiofonico. A partire dal 1987 ha condotto numerosi programmi televisivi di tarda serata o in pay per view e nel 1994 si è candidato a Governatore di New York impegnandosi per cinque mesi in un'aggressiva campagna elettorale. I suoi due libri Private Parts (1993) e Miss America (1995) sono arrivati al primo posto della classifica di vendite del New York Times. Nel 1997 dal primo di questi, Private Parts è stato tratto l'omonimo film comico-biografico, interpretato dallo stesso Stern e dai suoi collaboratori; il film ha riscosso un buon successo con un incasso di 41.2 milioni di dollari nei soli Stati Uniti. 
Dal 2012 al 2015 è stato uno dei giudici del talent show televisivo America's Got Talent, prendendo il posto di Piers Morgan.